# James Justin
James Michael Justin (ur. 23 lutego 1998 w Luton) – angielski piłkarz występujący na pozycji obrońcy w angielskim klubie Leicester City oraz w reprezentacji Anglii.

## Kariera klubowa

### Luton Town F.C.
James Justin urodzony w Luton zaczynał swoją karierę w miejscowym Luton Town w 2005 roku. James stopniowo przechodził młodzieżowe zespoły Luton Town do 4 października 2015 roku, kiedy podpisał pierwszy profesjonalny kontrakt z The Hatters. Pierwszy raz w kadrze meczowej Justin pojawił się w ramach meczu czwartej ligi angielskiej przeciwko Exeter City jednak nie pojawił się na boisku. Na swój debiut musiał czekać do 7 maja 2016 roku, kiedy to w 83. minucie meczu EFL League Two również z Exeter City wszedł na boisko za Stephena O'Donnella. Była to ostatnia kolejka w sezonie 2015/16. Luton wygrało ten mecz 4:1.
Pierwszego gola w barwach Luton Town strzelił 29 kwietnia 2017 roku podczas meczu czwartej ligi angielskiej z Accrington Stanley w 28. minucie, a asystował mu Ollie Palmer. Był to gol otwierający wynik spotkania, które ostatecznie zakończyło się wynikiem 4:1 dla Luton Town.
Razem z Luton Town awansował z drugiego miejsca do EFL League One w sezonie 2017/18. Z kolei w następnym sezonie wygrał z The Hatters trzecią ligę angielską i awansował do EFL Championship.
Z kolei w sezonie 2016/17 oraz 2018/19 został nazwany najlepszym zawodnikiem Luton Town.
W październiku 2018 roku został wybrany młodym zawodnikiem miesiąca w trzech ligach EFL (EFL Championship, EFL League One, EFL League Two). Na koniec sezonu został też wybrany do jedenastki sezonu 2018/19 w tych trzech ligach. W tym samym sezonie został uwzględniony w jedenastce sezonu League One według PFA.

### Leicester City
28 lipca 2019 roku został pozyskany przez angielski klub Leicester City związując się kontraktem na pięć lat. Kwota transferu nie jest znana chociaż może się wahać w okolicach 8 milionów funtów.
James zadebiutował w Leicester City 24 września 2019 podczas meczu Pucharu Ligi Angielskiej ze swoim byłym klubem - Luton Town. James Justin zagrał 90. minut i zdobył swoją pierwszą bramkę w barwach Lisów, dokładnie w 44. minucie. Asystował mu Youri Tielemans. Mecz ten zakończył się wygraną Leicester City 4:0.
Justin swój pierwszy mecz ligowy w barwach Lisów zagrał 4 grudnia 2019 roku w meczu 15. kolejki ligi angielskiej przeciwko Watford F.C. James wszedł z ławki w 80. minucie za Harveya Barnesa, a w doliczonym czasie drugiej polowy zaliczył asystę przy golu Jamesa Maddisona. Mecz ten zakończył się wynikiem 2:0 dla Leicester City. 
Swoją pierwszą bramkę w lidze James Justin strzelił 20 września 2020 roku podczas meczu w ramach 2. kolejki Premier League przeciwko Burnley F.C. Dokonał tego w 61. minucie. Mecz ten zakończył się wynikiem 4:2 dla Leicester City, a James zagrał całe spotkanie.
12 lutego 2021 roku podczas meczu Pucharu Anglii przeciwko Brighton & Hove Albion F.C. zerwał więzadło krzyżowe w kolanie (ACL) i wypadł z gry na prawie rok. Wrócił w styczniu 2022 roku. Tym samym ominął finał Pucharu Anglii oraz finał Superpucharu Anglii. Leicester City wygrało obydwa te finały. 23 lutego 2022 roku podpisał nowy długoterminowy kontrakt z Lisami. Dokładnie do 2026 roku.

## Kariera reprezentacyjna
James Justin jest byłym reprezentantem Anglii U-20 oraz U-21. Obecnie jest seniorskim reprezentantem Anglii.

### Reprezentacja Anglii U-20[25]
Justin w reprezentacji Anglii U-20 zadebiutował 31 sierpnia 2017 roku w meczu z reprezentacją Holandii U-20. James wszedł na boisko w 84. minucie za Demeaco Duhaneya.

### Reprezentacja Anglii U-21[27]
9 września 2019 zadebiutował w reprezentacji Anglii U-21 w spotkaniu eliminacji do Mistrzostw Europy U-21 z reprezentacją Kosowa U-21. Mecz ten zakończył się zwycięstwem Anglii 2:0, a James wszedł na boisko w 80. minucie meczu za Maxa Aaronsa.
Pierwszą i jedyną bramkę na tym szczeblu reprezentacyjnym zdobył 17 listopada 2020 roku w meczu tych samych eliminacji tym razem z reprezentacją Albanii U-21. Dokonał tego w 26. minucie. Mecz ten zakończył się wynikiem 5:0 dla Anglii

### Reprezentacja Anglii[29]
W seniorskiej reprezentacji Anglii zadebiutował 4 czerwca 2022 roku podczas meczu z reprezentacją Węgier w ramach Ligi Narodów. Mecz ten zakończył się wygraną Węgier 0:1, a James Justin rozegrał pierwszą połowę. Po niej został zmieniony przez Bukayo Sake.

## Sukcesy

### Luton Town
- Mistrzostwo trzeciej ligi angielskiej: 2018/19[8]

### Indywidualne
- Piłkarz sezonu w Luton Town: 2016/17[9] i 2018/19[10]
- Młody piłkarz miesiąca EFL: październik 2018[11]
- Drużyna sezonu EFL: 2018/19(inne języki)
- Drużyna roku PFA: 2018/19[12]